# José García Carranza
José García Carranza, apodado Pepe el Algabeño Hijo (La Algaba, 26 de febrero de 1902-Córdoba, 30 de diciembre de 1936) fue un torero, garrochista, rejoneador y terrateniente español que se significó por su ideología fascista y la colaboración violenta que prestó al general Queipo de Llano durante la guerra civil española.

## Biografía profesional
Mayor de cinco hermanos hijos del también matador de toros José García Rodríguez, alias el Algabeño y sobrino materno de Pedro Carranza García, alias Algabeño II, tomó la alternativa el 29 de julio de 1923 en Valencia, de manos de Rafael Gómez El Gallo y  Juan Silveti  ("el Tigre de Guanajuato") como testigo, con toros de Campos Valera. El Cossío le dedica mucho espacio y lo presenta como alguien atraído irresistiblemente hacia un destino taurino por su aureola familiar y vital, pero contra los deseos de su padre. Describe su toreo como tosco y campero aunque lleno de vigor, exactamente igual que su complexión física viril. Se cuenta que en las faenas de acoso y derribo (garrocha) sacaba su navaja y le abría los asientos a su caballo, para que la embocadura del bocado asentara en carne viva y así forzar la parada. Sobresalía en la suerte de matar donde siempre "hincaba la espada hasta el puño". Tras actuar en la inauguración de la plaza de toros de Cádiz en mayo de 1929, sufrió una grave cogida en Bayona (Francia) el 28 de septiembre del mismo año. Posteriormente actuó, ya siempre como rejoneador, en 1933 en la plaza de las Ventas con Antonio Cañero, fue uno de los padres del rejoneo moderno con un estilo muy campero. Fue herido por los toros en tres ocasiones.
Este perfil rudo se completaba con una buena figura, una esplendidez hasta la prodigalidad, simpatía natural y éxito con las mujeres, sobre todo aristócratas. Al contrario de lo que se cree, Algabeño tuvo mucha relevancia pública en su época tanto en los medios taurinos, como de sociedad y cinematográficos. Intervino en las películas "La medalla del torero" (1924), "La hija del Corregidor" (1925) ambas de José Buchs, y "Currito de la Cruz" de Alejandro Pérez Lugín (1926).

## Actividad pública
Algabeño, hombre de acción, temperamento violento y maneras intimidatorias, estuvo involucrado con Manuel Díaz Criado y otros «cívicos» derechistas sevillanos en la muerte de cuatro obreros en el Parque de María Luisa de Sevilla la madrugada del 22-23 de julio de 1931 hecho conocido como «el incidente de la ley de fugas». El cortijo familiar «El Alamillo», entre La Algaba y Sevilla fue incendiado en la represalia popular consecutiva.  Consocio del Aeroclub y contertulio del bar Sport, el 13 de agosto de 1932 fue encarcelado por haber insultado en público al alcalde y los concejales democráticos de Sevilla durante La Sanjurjada. A este respecto escribió Manuel Siurot: 

"Lo hemos admirado cruelmente perseguido y rodando en cárceles por amar el orden y amar la Patria" .

En represalia, su casa familiar de Sevilla de la calle San Vicente fue asaltada en la reacción popular consecutiva.   Se adhirió muy pronto a la ideología falangista, como muchos esnobs de tronío. A su boda, celebrada en la iglesia de San Vicente de Sevilla en diciembre de 1933, asistieron como testigos dos conspicuos falangistas : Miguel Primo de Rivera y Sáenz de Heredia y Sancho Dávila y Fernández de Celis. Fue declarado como enemigo del pueblo por los libertarios y, en venganza por el hecho del Parque de María Luisa y por su talante claramente provocador, sufrió en Málaga un atentado del anarquista Antonio Raya Díaz en el que fue gravemente herido por disparos dentro de su coche al salir de la plaza de toros el 11 de marzo de 1934.
Se hizo famoso por su violencia típicamente fascista y por la colaboración voluntariosa que prestó a la limpieza política de Queipo de Llano. En lo planeado por los militares desleales estaba previsto que en un primer momento, y antes de que empezasen a hacerse efectivas las sanciones a que diera lugar el bando de Estado de Guerra, debían consentirse ciertos tumultos a cargo de civiles armados (pistoleros) para que determinadas personalidades de izquierda fueran eliminadas o se destruyesen centros y organismos leales al gobierno. Queipo de Llano contaba en este sentido para el golpe con la experiencia de Algabeño y su gente. Pero la colaboración de los 1500 falangistas previstos fracasó. Algabeño es localizado en los primeros momentos del golpe entre la camarilla de guardaespaldas de Queipo de Llano en el cuartel de la II División Orgánica así como en la represión de los barrios de Sevilla, luego en Córdoba el 7 de agosto, en el entorno del general Varela en el frustrado asalto a Castro del Río y poco después vuelve a Sevilla, junto a su mujer y su suegra, radicándose en el hotel Majestic (Colón actual), sede de la aristocracia refugiada en la ciudad y de los militares golpistas. En la conquista de Manzanilla (Huelva) es visto junto al comandante Castejón y al marqués de Nervión.

## El contexto de actuación de Algabeño

### Racistas
Producido con éxito el golpe militar en Sevilla, por temperamento y por casta Algabeño y su grupo se movieron entre las bandas de militantes voluntarios de extrema derecha-policías-paramilitares (bandas negras, en el acervo popular) quienes, empujados sin duda por un interés de clase se ofrecieron inmediatamente a Queipo de Llano y se encargaron de realizar el trabajo sucio de la represión, cuya responsabilidad principal pertenecía, desde luego, a los militares profesionales golpistas. El Ejército rebelde disimulaba así su compromiso en la lucha de clases. Las escuadras estaban compuestas, sobre todo, de hombres jóvenes con armas, someramente uniformados, atraídos por los atributos de la masculinidad, a menudo dirigidos por propietarios adultos y socializados en el uso de la violencia para eliminar a sus adversarios políticos. Casi todas estas columnas disponían de su capellán voluntario. La prensa rebelde acuñó el equívoco término escrito de "racistas" (sin duda derivado de razia) para definir semánticamente la estructura funcional de estas partidas.
Estos grupos paramilitares, cuyos componentes se consideraban a sí mismos «patriotas», no pudieron actuar siempre arbitrariamente al necesitar algún tipo de certificación pasiva o activa de la autoridad militar; pero algunas disfrutaron de tal autonomía, que influyeron sobremanera en la forma, extensión, justificación y magnitud de la limpieza política. Por ejemplo, la escuadra negra de Rafael Medina Villalonga (en la fotografía, con mono blanco) o la del marino Ramón de Carranza se distinguieron en este sentido en la despiadada represión sevillana. Queda constancia testimonial fílmica de algunos desmanes razistas en la zona de Almonte (Huelva).

### Saneamiento de los campos[32]
En las columnas "racistas" y en muchos pueblos se alinearon desde el principio del golpe unidades voluntarias e irregulares de caballería, (la pintoresca policía montada de Sevilla, de Córdoba o de Huelva, cuyos más conspicuos jinetes fueron respectivamente Pepe el Algabeño, el rejoneador Antonio Cañero o el teniente Morillo). Columnas financiadas por el capital latifundista andaluz. Francisco Moreno describe su composición: "caballistas de la capital, capataces y aperadores de las grandes fincas, señoritos acostumbrados a recorrer sus cortijos a caballo, aficionados a la equitación y mozos de las ganaderías bravas" [...]. Como en la Edad Media, cada caballista aportaba a sus expensas el equipamiento y uno o más criados, también montados, que le servían. Para el general Queipo de Llano "aportaban con sus caballos y sus servidores, equipos, un entusiasmo extraordinario, buen armamento y buena puntería". Vestían a la campera y con sombrero cordobés o de paja con una escarapela con la bandera monárquica. En algunas ocasiones esta aportación no fue del todo desinteresada porque les permitía vigilar su patrimonio sobre el terreno. Acostumbrados a la montería y a la garrocha gustaban de acosar y abatir a los jornaleros «marxistas» que huían por los campos.
El 3 de agosto Queipo de Llano da cuenta por la radio que Algabeño está formando parte de una partida de racistas (sic) de la que "se hablará mucho en su día" al tiempo que desmiente su muerte, falsamente anunciada por un periódico portugués.

"Esto, como sabéis, carece por completo de veracidad. Pepe el Algabeño disfruta de excelente salud y está prestando brillantísimos servicios en Falange y forma parte de una columna de la que se ha de hablar en breve mucho y bien. El Algabeño está henchido de entusiasmo, como todos los falangistas, y ha de dar muchos dias de satisfacción y de gloria a España, si no en los toros, como militar voluntario".

 Probablemente Algabeño perteneciera primero a la partida de Ramón de Carranza, alcalde de Sevilla, y más tarde al escuadrón del comandante Alfredo Erquicia Aranda. Agregado al Estado Mayor de Queipo de Llano, se ocupaba de tareas represivas y de enlace cuando le sorprendió la muerte.

### Mito
Personaje fabuloso, siempre se le veía acompañado de gente importante. Con su popularidad, Algabeño pronto se convirtió en una personalidad temible y destacadísima de Falange, señor de vidas y haciendas y paradigma del llamado "terror blanco" en Andalucía. Uno de sus panegiristas escribió:

"El Algabeño vivía odiado por quienes no le conocían. Del Algabeño señorito matón, cerril intransigente, ebrio, que decían, al labrador campechano con natural finura, afanado en sus labranzas, inflamado por un espíritu de justicia [... ] había un abismo".

En contra de la norma, algunas de sus anécdotas, bromas pesadas, detenciones arbitrarias de rehenes, crímenes y demás hechos violentos han trascendido, recogidos y pormenorizados por testigos y coetáneos, por lo que merece ser estudiado como paradigma de su clase. Hasta se hizo famoso por los frentes de batalla el miliciano que osó robar en La Algaba el automóvil del Algabeño y pasarse con él a la zona republicana. 
Barbero pone en boca de Algabeño:

Nosotros somos España; ellos, la anti-España. Nosotros hemos fusilado a muchos, es verdad, pero confesándolos y comulgándolos, y ellos, no. Ya ven ustedes la diferencia.

Baamonde describe episodios de su crueldad allí por donde pasaba, como la voladura de unos mineros, siempre temibles, con sus propios cartuchos de dinamita atados uno a uno que él iba encendiendo, "para no gastar munición".
Moreno recoge de un testigo cordobés: 

" Al Algabeño y a Cañero los he visto yo tirotear con fusiles de montería a los presos de la cárcel de Antequera, donde yo estaba de guardia... Cuando íbamos con la columna para Antequera y aparecía la aviación republicana, el Algabeño dejaba el caballo solo y corría el primero a la alcantarilla más próxima. Después, salía gritando: ¡Viva España!".

Cayó herido en acción de guerra en el frente de Lopera (Jaén) contra las Brigadas Internacionales en la toma del Cerro de San Cristóbal, el 29 de diciembre de 1936 concretamente en la carretera de Villa del Río, muy cerca del cortijo Medina, junto al cruce de la carretera de Madrid. Queipo de Llano dijo por Radio Sevilla: 

" Esta noche no estoy para hablar, porque tengo un gran disgusto. En el día de hoy José García "El Algabeño" , falangista, agregado a mi Cuartel General, se empeñó en llevar personalmente una orden que yo le di al extremo en que se hallaba operando la caballería. Había bastante fuego y recibió un balazo de bastante gravedad y tanto en el momento de caer como en el de ingresar en el Hospital sólo salía de su boca una frase: ¡Viva España!. Ha caído como un bravo. Haga Dios que Pepe el Algabeño se restablezca pronto de las heridas que sufre

Trasladado al Hospital de la Cruz Roja de Córdoba, fue operado de graves heridas abdominales a las que no sobrevivió. Queipo de Llano impuso al cadáver la Medalla Militar y fue nombrado a título póstumo por Franco teniente honorario de Caballería (BOE de 30 de enero de 1937).
Su cadáver fue objeto de un recibimiento falangista apoteósico en Sevilla siendo su muerte mitificada. Fue enterrado en el panteón familiar de La Algaba, pueblo donde todavía hasta 2016 persistía una calle con su nombre. Dejó un hijo póstumo.

### El mito poético de Joselito El Algabeño
La prematura muerte en el frente de José García Carranza causó profunda consternación en las filas fascistas y fue utilizada en la prensa como estímulo de la violencia y ejemplo del heroísmo. Tuvo categoría épica y algunas de sus pertenencias fueron expuestas a la admiración pública en los museos de guerra de la época. Pero los poetas "nacionales" intentarían que la violencia no apareciera retratada en toda su crudeza.
Algabeño fue ensalzado de distintas maneras. Bien en el contexto urbano de la conquista de Sevilla junto al general Queipo de Llano:

¡Aquella tarde de Julio!...

¡Cómo se ufana el recuerdo

con propia voz de heroísmo

y son de romance prieto!

Al lado del general

iba Pepe, el Algabeño,

dando a la lucha prestancia

de noble valor sereno,

sin euforia de contornos

ni aire de jaque flamenco,

viendo poblarse las calles

de golpes rudos y secos.

y de metralla, que funde

defensas y parapetos.

Bien en su faceta rural y campera como "policía montado":

| Caminos de reconquista para su paso se abrieron y desde la lucha urbana fue al combate en campo abierto, donde se ensanchan las voces y no halla topes el eco, para que tengan los tiros vigor y blanco perfecto [...]. | [...] Lleva pantalón de pana el gorrillo rojo y negro y cazadora rosada con guarniciones de cuero con altas botas de campo y espuelas de duro acero. La fusta de su sonrisa y el rifle de su contento ¿No busca la gloria un novio que tenga el color moreno?... |

O en las virtudes tópicas de un señorito latifundista sin incidir propiamente en la vibración violenta que emanaba del héroe.

¡Llorad mocitas gitanas,

la muerte del Algabeño!

Fina estampa de señor

con buen empaque flamenco

y un aire de valentía,

que se le va, sin quererlo,

por dondequiera que pone

la planta, a los cuatro vientos[...].

Las estrofas seleccionadas corresponden a los poetas Pelayo, Francisco Arévalo y Nicomedes Sanz y Ruiz de la Peña.